# Emmanuelle 4
Série Emmanuelle
Good-bye, Emmanuelle
(1977) Emmanuelle 5
(1987)
Pour plus de détails, voir Fiche technique et Distribution.
Emmanuelle 4 est un film érotique français, réalisé en 1984 par Francis Leroi, et produit par Francis Giacobetti. C'est le quatrième opus de la série des films Emmanuelle. Sylvia Kristel partage le rôle d'Emmanuelle avec Mia Nygren. Parmi les autres rôles, Fabrice Luchini y joue le rôle d'Oswaldo le magicien.

## Synopsis
Sylvia est impliquée dans une histoire d'amour tourmentée avec Marc. Elle a essayé de mettre fin à leur amour et de s'échapper, mais finit toujours par revenir avec lui. Après une rencontre lors d'une fête à Los Angeles, elle décide qu'elle en a assez - elle ira au Brésil et subira une importante chirurgie plastique. De cette façon, il ne la reconnaîtra plus jamais, encore moins la retrouvera, et cela fera un excellent article qu'elle promet de remettre à un journal californien.
Sylvia va jusqu'au bout et devient une nouvelle femme nommée Emmanuelle ; elle est maintenant une vierge de vingt ans. Elle prévoit d'affronter tout le Brésil dans une série d'escapades sexuelles qui purgeront son passé.

## Fiche technique
- Réalisation : Francis Leroi et Iris Letans
- D'après le roman d'Emmanuelle Arsan, Emmanuelle: The Joys of a Woman
- Scénario : Francis Leroi et Iris Letans
- Production : Francis Giacobetti et Alain Siritzky
- Photographie : Jean-Francis Gondre
- Montage : Frank De Palma et Hélène Plemiannikov
- Musique : Michel Magne
- Décors : Jean-Baptiste Poirot
- Costumes : Laurence Heller
- Montage : Hélène Plemiannikov
- Pays de production :  France
- Langue : Anglais
- Date de sortie :
  - France : 15 février 1984
- Classification :
  - France : interdit aux moins de 16 ans[1]

## Distribution
- Sylvia Kristel (voix doublée par Brigitte Morisan) : Sylvia / Emmanuelle
- Mia Nygren : Emmanuelle IV
- Patrick Bauchau : Marc
- Deborah Power : Donna
- Sophie Berger : Maria
- Christian Marquand : le docteur Santano
- Gérard Dimiglio : Rodrigo
- Sonja Martin : Suzanna
- Christoph Clark : Alfredo
- Marilyn Jess : Nadine
- Isabelle Estelle : la secrétaire de Marc
- Fabrice Luchini :	Oswaldo
- Gilbert Grosso : Alfredo
- Gérard-Antoine Huart : Nelson
- David Jalil : le bel homme
- Xavier Fultot : le jeune violeur
- Christopher Young : Miguel
- André Mamane : Raul
- Trevor A. Stephens : l'invité de Raul
- Aline Mess : la danseuse
- Cathy Ménard : une femme à la soirée
- Brinke Stevens : la fille de rêve